# Wojciech Paszkowski

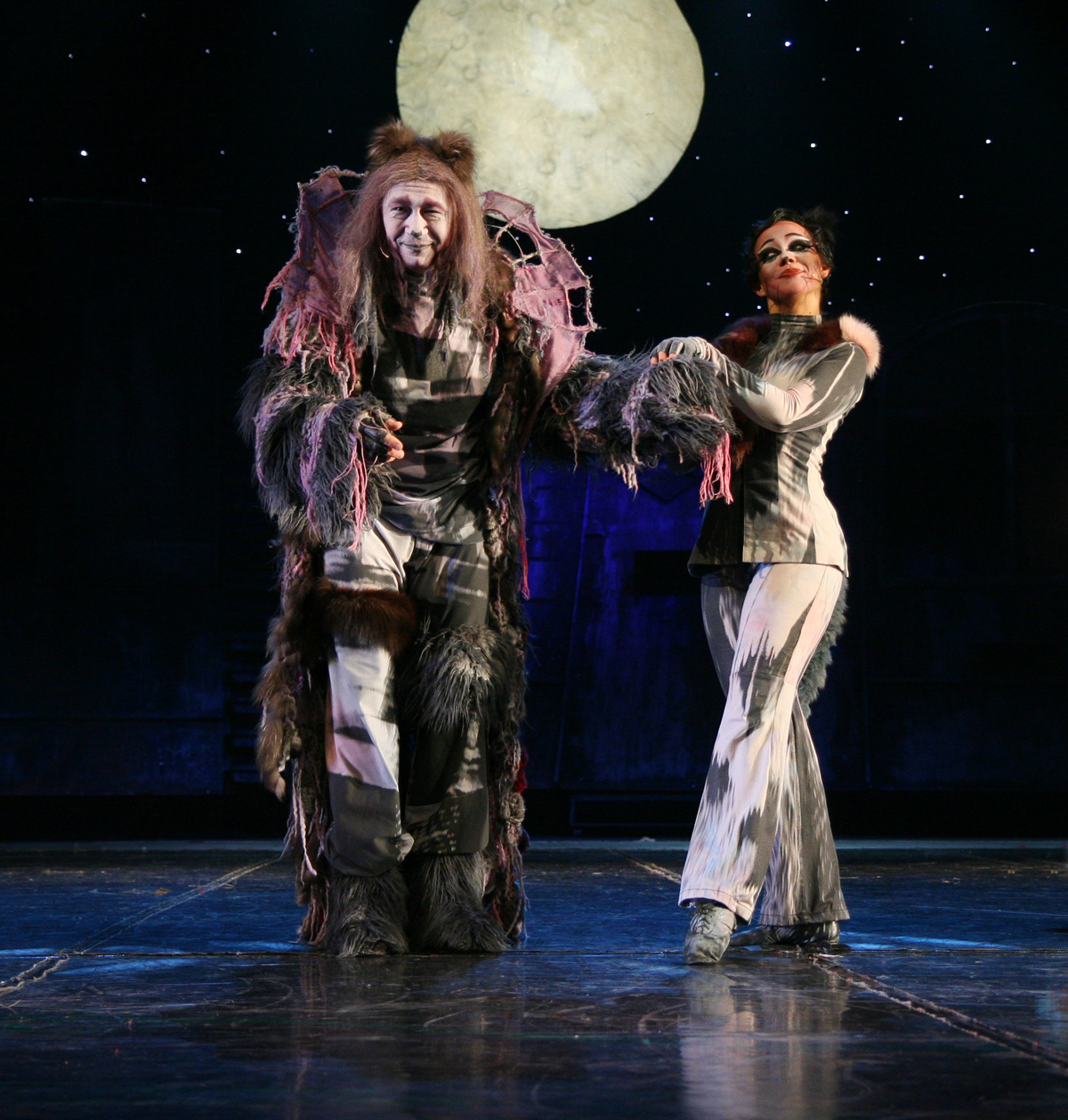
Wojciech Paszkowski i Marta Smuk w musicalu Koty w Teatrze Muzycznym Roma, 13 października 2007

Wojciech Marek Paszkowski (ur. 28 lutego 1960 w Warszawie, zm. 23 sierpnia 2024 w Sobiborze) – polski lektor, aktor dubbingowy, teatralny, musicalowy i filmowy oraz reżyser polskiego dubbingu.

## Kariera
W 1985 roku ukończył studia na wydziale aktorskim Państwowej Wyższej Szkoły Teatralnej w Warszawie (dyplom 1986). Zadebiutował na scenie w roku 1985 w Złym zachowaniu w choreografii Janusza Józefowicza i reżyserii Andrzeja Strzeleckiego, Widok z mostu Arthura Millera w reżyserii Władysława Kowalskiego grany w warszawskim Teatrze Powszechnym.
Od 1987 r. związany był z Teatrem Rampa, gdzie brał udział we wszystkich premierach. Od 2000 stale współpracował z Teatrem Muzycznym Roma, gdzie grał w musicalach Piotruś Pan w reżyserii Janusza Józefowicza z muzyką Janusza Stokłosy role Pana Darlinga i Kapitana Haka, w Crazy for You w reżyserii Wojciecha Kępczyńskiego i choreografii Janusza Józefowicza rolę Zanglera, w musicalu Grease w reżyserii Wojciecha Kępczyńskiego rolę Vincenta Fontaine, w przedstawieniu reżyserowanym przez Olafa Lubaszenko Pięciu braci Moe rolę Eat Moe, w przedstawieniu Cohen w reżyserii Krzysztofa Zaleskiego, w Kotach rolę Bywalca, Gusa i Karmazyna, w Tańcu wampirów rolę Chagala, w musicalu Akademia pana Kleksa w reżyserii Wojciecha Kępczyńskiego rolę Profesora Kleksa oraz w ostatniej premierze Romy – Upiór w operze – rolę Buqueta i Licytatora. Wielokrotnie występował w koncertach galowych Przeglądu Piosenki Aktorskiej we Wrocławiu.
Poza działalnością teatralną miał na swoim koncie liczne role w dubbingu. Występował w roli Andy’ego Andersona w kreskówce Świat według Ludwiczka. Jego inne role to: Mike Wazowski w filmie Walta Disneya Potwory i spółka, Heinz Dundersztyc w kreskówce Fineasz i Ferb, w filmie Harry Potter i Kamień Filozoficzny, Madagaskar, Alvin i wiewiórki, Gwiezdne wojny: Atak klonów, Psy i koty, Stuart Malutki, wcielił się także w postać Timona w trzeciej części Króla lwa i Wallace’a w filmie Wallace i Gromit: Klątwa królika. Zajmował się także reżyserią dubbingu, np. w Cziłała z Beverly Hills, Odlot, Zaplątani i Gnomeo i Julia.
Współpracował z Dziennikiem Telewizyjnym Jacka Fedorowicza, grał w serialach TVP Faceci do wzięcia, Klan, M jak miłość, Plebania, Mrok, Ojciec Mateusz i TVN Król przedmieścia. Zagrał kosmitę Mundka w trzech próbnych odcinkach serialu komediowego Kosmici, ale Polsat zrezygnował z kontynuowania emisji.
W 2018 przeszedł udar mózgu. Ograniczył wówczas działalność zawodową. W 2022 przeszedł drugi udar mózgu.
Zmarł 23 sierpnia 2024 r. Został pochowany w grobie żony, aktorki Agnieszki Paszkowskiej, na cmentarzu parafialnym w Skolimowie.

## Role teatralne
- „Deszczowa piosenka” jako R.F. Simpson
- „Aladyn JR” jako Dżafar
- „My Fair Lady” Teatr Wielki w Łodzi jako Henry Higgins
- „Upiór w operze” jako Buquet/Licytator
- „Taniec wampirów” jako Chagal
- „Akademia pana Kleksa” jako Kleks
- „Koty” jako Bywalec/Gus/Karmazyn
- „Piotruś Pan” jako kapitan Hak
- „Crazy for You”
- „Panna Tutli Putli”
- „Grease” jako Vincent Fontaine
- „Pięciu braci Moe” jako Eat Moe
- „Romeo i Julia” jako pan Capuletti

## Filmografia

### Filmy fabularne
- 1985: Rośliny trujące – gość na weselu Juliusza
- 1988: Czarodziej z Harlemu
- 1993: Trzy kolory. Biały – policjant
- 2009: Złoty środek – Robert, partner Bogumiła
- 2003: O krasnalach i Wigilii (głos)
- 2004: Tajemnica kwiatu paproci – Szef (głos)
- 2006: Mokra bajeczka – płanetnik (głos)

### Seriale TV
- 1996: Ekstradycja 2 (odc. 4)
- 1998–1999, 2017–2018: Klan – Stanisław Kowalik, biologiczny ojciec Maćka Lubicza
- 1999: Czternaście bajek z Królestwa Lailonii Leszka Kołakowskiego – Ubi (głos, odc. 8)
- 2000: Pucuś – dziennikarz
- 2001–2010, 2017: M jak miłość –
  - policjant (odc. 53, 96 i 97),
  - kolega Jacka Mileckiego (odc. 145–146, 163),
  - znajomy Bożeny Chojnackiej (odc. 726)
  - Franciszek Halicki (odc. 1281, 1285)
- 2002: Król przedmieścia –
  - weterynarz (odc. 6),
  - medium (głos, odc. 13)
- 2002–2005: Baśnie i bajki polskie (głos) –
  - czarnoksiężnik (głos, odc. 1),
  - Antoni (głos, odc. 1),
  - czarny łabędź / królewicz (głos, odc. 5),
  - Kacper (głos, odc. 6),
  - smok (głos, odc. 6),
  - jeden ze szlachciców (głos, odc. 7),
  - ptak na dachu kościelnym #1 (głos, odc. 7),
  - kowal Ostroga (głos, odc. 8),
  - smok (głos, odc. 8),
  - treser (głos, odc. 10)
  - starszy królewicz (głos, odc. 13),
  - senator Gruby (głos, odc. 13)
- 2003: M jak miłość –
- 2003–2005: Plebania –
  - fałszywy policjant (odc. 261),
  - Polak (odc. 498)
- 2003: Psie serce – Atos (głos, odc. 15)
- 2004: Kosmici – Mundek Ludzikiewicz (odc. 1–3)
- 2005: Bulionerzy – psychoterapeuta Ruszkowski (odc. 46)
- 2005, 2015–2016: Na Wspólnej –
  - Danielewicz (odc. 608–609, 615),
  - Jurek Kamys (odc. 2176, 2178, 2183, 2189, 2196–2197, 2204, 2207, 2211–2212, 2216)
- 2006: Na dobre i na złe – doktor Janusz Szażyłło (odc. 252)
- 2006: Mrok – „Trup” (odc. 8)
- 2006: Kochaj mnie, kochaj! – „Mistrz 69”
- 2007–2008: Faceci do wzięcia – starszy aspirant Stefan Makowski
- 2008: Miś Fantazy – 
  - Gruby Bill (głos, odc. 12),
  - Złodziej Imion (głos, odc. 13)
- 2013: Hotel 52 – gość na przyjęciu Filipowiczów (odc. 91)
- 2015: Ojciec Mateusz – Zygmunt Jakiewicz (odc. 185)
- 2016: Bodo – pianista (odc. 6)
- 2020: Na dobre i na złe – Gruchała (odc. 788)
- 2023: Kicia Kocia – 
  - głos z krótkofalówki (głos, odc. 2),
  - złodziej (głos, odc. 2)

## Reżyseria dubbingu
- 2020: Co w duszy gra[5]
- 2016: Zwierzogród
- 2015: Totalna Porażka: Wariacki wyścig
- 2015: Żółwik Sammy i spółka
- 2013: Kraina lodu
- 2013: Samoloty
- 2013: Powrót czarodziejów: Alex kontra Alex
- 2013: Duch i nas dwóch
- 2013: Oz: Wielki i potężny
- 2012: Ralph Demolka
- 2012: Wodogrzmoty Małe
- 2012: Na tropie Marsupilami
- 2012: Merida Waleczna
- 2012: Liga Młodych
- 2011: Muppety
- 2011: Z kopyta
- 2011: Strachy na psiaki
- 2011: Giganci ze stali
- 2011: Gwiezdne wojny: część VI – Powrót Jedi
- 2011: Gwiezdne wojny: część V – Imperium kontratakuje
- 2011: Gnomeo i Julia
- 2011: Weź Tubę na próbę
- 2011: Cziłała z Beverly Hills 2
- 2010: Zaplątani
- 2010: Metamorfoza
- 2010: Zafalowani
- 2010: Żółwik Sammy
- 2010: Czarodziejka Lili: Smok i magiczna księga
- 2010: Alicja w Krainie Czarów
- 2011–2012: Fineasz i Ferb (odc. 61-62, 65-78)
- 2010–2011: Czarodzieje z Waverly Place (sezon III)
- 2009: Księżniczka i żaba
- 2009: Załoga G
- 2009: Odlot
- 2009: K-9
- 2009: Słoneczna Sonny
- 2009: Gwiezdny zaprzęg
- 2009: Cziłała z Beverly Hills[2]
- 2009: Dziewczyny Cheetah 3
- 2008–2009: Wymiennicy (sezon II)

## Polski dubbing

### Filmy
- 1995: 12 Prac Asterixa (druga wersja dubbingowa)[5] –
  - Manekennpix,
  - indiański wódz
- 1995: Asterix Gall –
  - handlarz,
  - galijski wartownik #1
- 1995: Asterix i Kleopatra –
  - sługa Kleopatry #1,
  - posłaniec #2,
  - pirat na bocianim gnieździe #1 (inna scena),
  - cesarski najemnik #2,
  - centurion
- 1995: Asterix w Brytanii –
  - Oliwa „Galix” Eskatefiks,
  - jeden z Brytów,
  - legioniści
- 1995–1998: Zwariowane melodie –
  - Pies Willoughby,
  - Sęp Szponek,
  - młody Jonathan (Cwaniak ze skrzypeczkami),
  - pies policjant (Snowman’s Land),
  - Skunks (Gonić króliczka),
  - pan Sowa (Kolekcjoner jaj),
  - Pies (Figlarna farma),
  - spiker (Kapryśne neony),
  - Lew, Król zwierząt (Proszę uważać na lwa, W szponach myszy),
  - Tomcio Paluch (Baśniowe bujdy),
  - wilk (Baśniowe bujdy),
  - Tom (Kawalerowie z Uniwersytetu Pimenckiego),
  - jeden z krzyczących ludzi w tle napisów tytułowych (Super-Królik),
  - pan Safanduła (Wykwakany kaczor),
  - kot Claude (Arysto-Kot),
  - olbrzym (Królik Jaś i Łodyga Fasoli),
  - ochroniarz (Wystrzałowy Daffy),
  - Wściekle Czerwony Jeździec (Bugs w ostrogach),
  - jastrząb, którym opiekował się Smarkaś (Znajda),
  - Kot Kinol (Szemrany duecik),
  - Filligan (Cicho, moja myszko!),
  - Goryl Szkaradek (Wymarzone gorylątko),
  - Pies K-9 (Nieziemski królik)
- 1996: Babe – świnka z klasą – Kogut
- 1996: Księżniczka łabędzi (pierwsza wersja dubbingowa) – Puffin
- 1996: Troll w Nowym Jorku – wykonanie piosenek
- 1997, 2000: Tom i Jerry: Wielka ucieczka (druga i trzecia wersja dubbingowa) – przywódca ulicznych kocurów
- 1997: Kubuś Puchatek i miododajne drzewo – wykonanie piosenek
- 1997: Wiatrodzień Kubusia Puchatka – wykonanie piosenek
- 1997: Kubuś Puchatek i rozbrykany Tygrys – wykonanie piosenek
- 1997: Przygody Kubusia Puchatka – wykonanie piosenek
- 1997: Zakochany kundel (druga wersja dubbingowa) – Joe
- 1997: Aladyn i król złodziei – jeden ze złodziei
- 1997: Rob Roy
- 1997: Księżniczka łabędzi II: Tajemnica zamku (pierwsza wersja dubbingowa) – Puffin
- 1997: Jeszcze bardziej zgryźliwi tetrycy
- 1997: Herkules – facet wieszczący koniec świata
- 1998: Szczęśliwy dzień
- 1998: Dr Dolittle – pijana małpa
- 1998: Piękna i Bestia. Zaczarowane święta
- 1998: Asterix podbija Amerykę – Lucullus
- 1998: Księżniczka łabędzi III: Skarb czarnoksiężnika (pierwsza wersja dubbingowa) – Puffin
- 1999: Król lew II: Czas Simby – wykonanie piosenki "On nie jest stąd"
- 1999: Babe: Świnka w mieście – Pitbull
- 1999: Inspektor Gadżet
- 1999: Toy Story 2
- 1999: Muppety z kosmosu –
  - producent „UFO Manii”,
  - Hulk Hogan,
  - Troy,
  - Obcy
- 1999: Stuart Malutki – Śnieżek
- 2000: Królik Bugs: Rycerski rycerz Bugs (druga wersja dubbingowa)
- 2000: Scooby Doo podbija Hollywood –
  - reżyser telewizyjny,
  - ochroniarz,
  - pracownicy prezesa OTV,
  - szkocki terier,
  - muzyk,
  - pilot samolotu w Aniołkach Scooby’ego
- 2000: Władca ksiąg – doktor Jekyll / pan Hyde
- 2000: Złych czterech i pies Huckleberry – Dinky
- 2000: Miś Yogi: Jak się macie – Misia znacie? (druga wersja dubbingowa)
- 2000: Człowiek zwany Flintstonem – Potrójny X / Zielony Gąsior
- 2000: Scooby-Doo i oporny wilkołak – Prask
- 2000: Król sokołów
- 2000: Tweety – wielka podróż
- 2000: Rudolf czerwononosy renifer – chórki
- 2000: 102 dalmatyńczyki – Gaduła
- 2000: Grinch: Świąt nie będzie – Lou
- 2001: Pokémon 2: Uwierz w swoją siłę
- 2001: But Manitou – Włóżmitu
- 2001: Spirited Away: W krainie bogów – Czerwony
- 2001: Harry Potter i Kamień Filozoficzny – profesor Quirrell
- 2001: Potwory i spółka – Mike
- 2001: Shrek –
  - ślepa mysz #1,
  - jedna z trzech świnek,
  - jeden z członków Wesołej Kompanii
- 2001: Psy i koty – Pan Tinkles
- 2002: Pinokio –
  - Lis,
  - sprzedawca warzyw
- 2002: Planeta skarbów – B.E.N.
- 2002: Stuart Malutki 2 – Śnieżek
- 2002: E.T.
- 2002: Dragon Ball Z: Fuzja –
  - narrator,
  - Freezer
- 2002: Dragon Ball Z: Atak smoka
- 2002: Asterix i Obelix: Misja Kleopatra – Juliusz Cezar
- 2002: Gwiezdne wojny: część II – Atak klonów –
  - Jango Fett,
  - klony
- 2002: Mali agenci 2: Wyspa marzeń – Fegan Floop
- 2002: Kopciuszek II: Spełnione marzenia – Jacek (śpiew)
- 2002: Tristan i Izolda
- 2003: 101 dalmatyńczyków II. Londyńska przygoda – Pongo
- 2003: Kot – Kot
- 2003: Mali agenci 3D: Trójwymiarowy odjazd – Fegan Floop
- 2003: Dobry piesek – Baniak
- 2003: Liga najgłupszych dżentelmenów – Mortadelo
- 2003: Old School: Niezaliczona
- 2003: Księga dżungli 2 – M.C. Małpa
- 2003: Zapłata
- 2003: Atlantyda. Powrót Milo
- 2003: El Cid – legenda o mężnym rycerzu – Sancho
- 2003: Nawiedzony dwór – Silverman
- 2003: Scooby Doo i legenda wampira
- 2003: Kaena: Zagłada światów – Enode
- 2003: Looney Tunes znowu w akcji – Elmer Fudd
- 2004: Król lew 3: Hakuna matata – Timon
- 2004: Ekspres polarny – palacz lokomotywy
- 2004: Wygraj randkę – Richard Levy the Shameless
- 2004: Barbie jako księżniczka i żebraczka – Preminger
- 2004: 7 krasnoludków – historia prawdziwa – Lustro
- 2004: Przygody Lisa Urwisa – Wilk Paszczykłap
- 2004: Baśniowy świat 6 – sir Giles
- 2004: Pupilek – Spot / Scott
- 2004: Shrek 2 – trzy świnki
- 2004: Legenda telewizji
- 2004: Iniemamocni
- 2004: Magiczny kamień – doktor N. Icely
- 2004: Lucky Luke – Jack Dalton
- 2004: Gwiezdne jaja: Część I – Zemsta świrów – Ćmok
- 2004: Thunderbirds – Hood
- 2004: Garfield –
  - Happy Chapman
  - Walter Chapman
- 2004: Wirtualny ideał
- 2004: Scooby-Doo 2: Potwory na gigancie
- 2005: King Kong: Władca Atlantydy – Sykofis
- 2005: Roboty – Brzeszczot
- 2005: Madagaskar – lemur Maurice
- 2005: Magiczna karuzela – Sierżant Sam
- 2005: Charlie i fabryka czekolady – Willy Wonka
- 2005: Tom i Jerry: Misja na Marsa
- 2005: Wallace i Gromit: Klątwa królika –
  - Wallace,
  - Balcer
- 2005: Stuart Malutki 3: Trochę natury – Śnieżek
- 2005: Gwiezdne wojny: część III – Zemsta Sithów – żołnierze-klony
- 2005: Mary Poppins –
  - Bert,
  - pan Dawes Sr.
- 2005: Miasteczko Halloween – Jack Szkieleton
- 2006: Magiczna kostka – Newton
- 2006: Kacper: Szkoła postrachu –
  - Papuga,
  - Alder,
  - Marey
- 2006: Wyspa dinozaura – profesor
- 2006: Sezon na misia – myśliwy Shan
- 2006: Wpuszczony w kanał – Amerykanin w kanale
- 2006: Auta – Michael Schumacher
- 2006: Dżungla –
  - Wsypa,
  - Wtyka
- 2006: Artur i Minimki – tata Artura
- 2006: Stefan Malutki – Szczurokita
- 2006: Sposób na rekina – Max
- 2006: Kryptonim: Klan na drzewie: Operacja: Z.E.R.O. –
  - Superdent,
  - Gas
- 2006: Lis i Pies 2 – Waylon
- 2006: Ciekawski George – przyjaciel Tommy’ego
- 2006: I ty możesz zostać bohaterem – złodziej skarbu
- 2006: Happy Wkręt
- 2006: Asterix i wikingowie – Kakofoniks
- 2006: Królik Bugs: 1001 króliczych opowiastek – Elmer Fudd
- 2007: Smocze wzgórze – Monte
- 2007: Arka Noego – Krecik
- 2007: Billy i Mandy i zemsta Boogeymana – generał Szrama
- 2007: Lucky Luke na Dzikim Zachodzie – William
- 2007: Lissi na lodzie – Feldmarszałek
- 2007: Zaczarowana
- 2007: Don Chichot
- 2007: Pada Shrek –
  - jedna z trzech świnek,
  - człowiek w mieście
- 2007: Alvin i wiewiórki – Dave
- 2007: Scooby Doo i śnieżny stwór – Del
- 2007: Film o pszczołach – Ray Liotta
- 2007: Shrek Trzeci – kapitan Hak
- 2007: Na fali – spiker
- 2007: Most do Terabithii – Bill Burke
- 2007: Garfield – kot prawdziwy – Charles
- 2007: Kopciuszek III: Co by było, gdyby... – Jacek
- 2007: Simpsonowie: Wersja kinowa – Ned Flanders
- 2008: Opowieści na dobranoc –
  - Kendall Duncan,
  - wykonanie piosenki
- 2008: Cziłała z Beverly Hills – Raferty
- 2008: Viva High School Musical Meksyk: Pojedynek – ojciec Christobala
- 2008: Wyspa dinozaura 2 – profesor
- 2008: Madagaskar 2 – Maurice
- 2008: Dziewczyny Cheetah 3 – Marty
- 2008: Gwiezdny zaprzęg – Yurij
- 2008: Piorun – reżyser
- 2008: Garfield: Festyn humoru – Ramone
- 2008: Mów mi Dave – mechanik
- 2008: Dzwoneczek – Minister Wiosny
- 2008: Kung Fu Panda – ojciec Po
- 2008: Kroniki Spiderwick – Arthur Spiderwick
- 2008: High School Musical: El Desafio – ojciec Delfi
- 2009: Księżniczka i żaba – doktor Facilier / Człowiek Cień
- 2009: Odlot – Alfa
- 2009: Załoga G – dyrektor FBI
- 2009: Potwory kontra Obcy – Doktor Karaluch
- 2009: Potwory kontra Obcy: Dynie-mutanty z kosmosu – Profesor Karaluch
- 2009: Madagwiazdka – Maurice
- 2009: Czarodziejka Lili: Smok i magiczna księga
- 2009: Artur i zemsta Maltazara – tata Artura
- 2009: Barbie i trzy muszkieterki –
  - świnia,
  - muszkieter
- 2009: O, kurczę! – Leon Ivey
- 2009: Program ochrony księżniczek – dyrektor Burkle
- 2009: Nadzwyczajna misja Asa – Alpha
- 2009: Czarodzieje z Waverly Place: Film – Archie
- 2009: Alvin i wiewiórki 2 – Dave
- 2010: Artur i zemsta Maltazara – tata Artura
- 2010: Opowieści z Narnii: Podróż Wędrowca do Świtu
- 2010: Kung Fu Panda: Święta, święta i Po – ojciec Po
- 2010: Shrek ma wielkie oczy – Sumienie
- 2010: Shrek Forever
- 2010: Disco robaczki – prezenter
- 2010: Przyjaciel świętego Mikołaja
- 2010: Psy i koty: Odwet Kitty – Pan Tinkles
- 2010: Niania i wielkie bum – Blenkinsop
- 2010: Alicja w Krainie Czarów – narrator
- 2010: Harriet szpieguje: Wojna blogów – Sol
- 2010: Karate Kid – instruktor Mei Ying
- 2010: Esencja dnia – korespondent
- 2010: Magiczna podróż do Afryki – Ryś
- 2010: Weź Tubę na próbę
- 2010: Scooby-Doo: Klątwa potwora z głębin jeziora
- 2010: Miś Yogi – Brown
- 2010: Sezon na misia 3 – Roger
- 2010: Artur i Minimki 3. Dwa światy – tata Artura
- 2010: Zaplątani – Amor
- 2010: Goonies – Jake Fratelli
- 2010: Żółwik Sammy –
  - mewa,
  - kierowca
- 2010: Karate Kid
- 2010: Ostatni władca wiatru – Pakku
- 2010: Fantazja – Deems Taylor
- 2011: Alvin i wiewiórki 3 – Dave
- 2011: Muppety – Marvin Suggs
- 2011: Powodzenia, Charlie: Szerokiej drogi – dziadek
- 2011: Wróżkowie chrzestni: Dorośnij Timmy! – Tata
- 2011: Lego Star Wars: Padawańskie widmo – admirał Ackbar
- 2011: Fineasz i Ferb: Podróż w drugim wymiarze – doktor Heinz Dundersztyc
- 2011: Kung Fu Panda 2 – ojciec Po
- 2011: Rio – Tulio
- 2011: Rango – Rango
- 2011: Zostać koszykarką
- 2011: Gwiezdne wojny: część IV – Nowa nadzieja – generał Vanden Willard
- 2011: Gwiezdne wojny: część V – Imperium kontratakuje –
  - Boba Fett,
  - generał Carlist Rieekan
- 2011: Matki w mackach Marsa
- 2011: I bądź tu mądra – Ed Kingsford
- 2011: Liceum Avalon – pan Moore
- 2011: Cziłała z Beverly Hills 2 – komentator męski
- 2011: Latająca maszyna – Lang Lang
- 2012: Żółwik Sammy 2 – Mewa
- 2012: Na tropie Marsupilami – Dan Geraldo
- 2012: Kopciuszek (druga wersja dubbingowa)
- 2012: Niesamowity Spider-Man –
  - ojciec Jacka,
  - Gustav Fiers
- 2012: Barbie: Księżniczka i piosenkarka – król Frederic
- 2012: Dzwoneczek i sekret magicznych skrzydeł
- 2012: Lego Star Wars: Upadek Imperium
- 2012: Madagaskar 3 – Maurice
- 2012: Królewna Śnieżka – poborca podatkowy
- 2013: Piłkarzyki rozrabiają – Melli
- 2013: Kraina lodu
- 2013: Samoloty – Echo
- 2013: Powrót czarodziejów: Alex kontra Alex – Sądny Kamień
- 2013: Uniwersytet potworny – Mike
- 2014: Lego: Przygoda –
  - Lord Biznes / Prezes Biznes,
  - Wszechmocny z góry
- 2014: Niesamowity Spider-Man 2 – Electro / Max Dillon
- 2014: Rio 2 – Tulio
- 2016: Zwierzogród – Pan Be
- 2016: Kubo i dwie struny – Raiden / dziadek Kubo
- 2018: Figle i androny – Hipolit Świerszcz
- 2018: Mary Poppins powraca – Papuga-parasol
- 2019: Pinokio – Dżepetto
- 2020: Fineasz i Ferb: Fretka kontra Wszechświat – doktor Heinz Dundersztyc
- 2021: Kosmiczny mecz: Nowa era – Elmer Fudd
- 2022: Pinokio – Hipolit Świerszcz
- 2022: Guillermo del Toro: Pinokio – partie wokalne

### Seriale
- 1958–1962: Pies Huckleberry – Dinky Dalton
- 1960–1968: Flintstonowie (trzecia wersja dubbingowa) – Wielki Gazoo
- 1961: Snagglepuss
- 1968–1969: Odlotowe wyścigi
- 1970: Liga najgłupszych dżentelmenów: Wielkie Święto –
  - Mortadelo,
  - Filemón Pí
- 1970–1972: Josie i Kociaki
- 1972–1973: Nowy Scooby Doo –
  - Karotka (odc. 1, 11),
  - Don Knotts (odc. 5, 9),
  - Homer Kociokwik (odc. 5),
  - Duke Jason (odc. 7)
- 1976–1978: Scooby Doo
- 1978: Był sobie człowiek – Wredniak
- 1982: Był sobie kosmos –
  - generał Teigneaux,
  - jeden z jaszczurokrokodyli (odc. 2)
- 1983–1987: Fraglesy (druga wersja dubbingowa) – Boober
- 1984–1987: Łebski Harry –
  - Morton,
  - Pechol
- 1985–1991: Gumisie –
  - Nogum (druga wersja odc. 32b)
  - sir Gaya (druga wersja odc. 48)
- 1985–1988: M.A.S.K.
- 1985: Tęczowa kraina – Toczek
- 1985: Yogi, łowca skarbów – Wilk Hokej
- 1985: Szopy –
  - Ralph
  - Świnka 2
- 1987–1988: Diplodo – Dziurkacz
- 1987–1988: Kacze opowieści  (druga wersja dubbingowa) – Drakula
- 1988–1994: Garfield i przyjaciele – Roy
- 1988–1991: Szczeniak zwany Scooby Doo –
  - laborant (odc. 3),
  - prezenter ciasteczek (odc. 3),
  - mysz (odc. 3),
  - Davey Literkomen (odc. 5),
  - doręczyciel (odc. 8),
  - Psubrat Psiakotłuk (odc. 14),
  - pilot (odc. 14),
  - Buddy Buźka-Czadzior (odc. 16),
  - duch klauna Zombo / Joey Blagier (odc. 21),
  - Jolly Blagier (odc. 21),
  - Jerry Blagier (odc. 21),
  - Bert Blagier (odc. 21),
  - Jamie Blagier (odc. 21),
  - Billy Bob Joe Bob Harris (odc. 22b),
  - krowa (odc. 22b),
  - Potwór Mechowaty (odc. 27)
- 1988–1991: Hrabia Kaczula (druga wersja dubbingowa) –
  - pan Mixer
  - Dr Von Gąsior
- 1989–1990: Hutch Miodowe Serce
- 1990: Pinokio –
  - Tata (odc. 13),
  - Kruk (odc. 14)
- 1990: Mała Rosey (druga wersja dubbingowa) – Tata
- 1990: Piotruś Pan i piraci – Mason
- 1990–1994: Przygody Animków –
  - C.L.I.D.E. (odc. 69),
  - Opos-śpiewak (odc. 79),
  - Kaczor Daffy (odc. 94),
  - Goofisiek (odc. 94)
- 1991–2004: Pełzaki (druga wersja dubbingowa) –
  - Tata Stu i Drew,
  - Dzwonek (odc. 1)
- 1991–1992: Eerie, Indiana
- 1991–1999: Doug Zabawny – Roger Klotz
- 1992: W 80 marzeń dookoła świata
- 1992–1997: Kot Ik! – Ik
- 1992: Barni i przyjaciele – Barni
- 1994–1998: Spider-Man (druga wersja dubbingowa) –
  - Herbert Landon (po przemianie),
  - Kapitan Ameryka / Steve Rogers,
  - Whistler,
  - baron Mordo,
  - różne role
- 1994–1996: Fantastyczna Czwórka –
  - Galactus (oprócz odc. 5),
  - książę Karol (odc. 11),
  - Blastaar (odc. 12),
  - Czarownik (odc. 24),
  - pomocnik Dr Neville’a (odc. 25)
- 1994–1996: Iron Man: Obrońca dobra –
  - Mroczny Aegis (odc. 2 (odc. 21),0),
  - Władca umysłów
  - Ogniomistrz (odc. 22),
  - Hulk / Bruce Banner (odc. 24),
  - Huragan (odc. 26)
- 1995–1998: Świat według Ludwiczka – Andy Anderson
- 1995–2002: Timon i Pumba –
  - Timon (odc. 51-85),
  - latający wiewiór (odc. 1b),
  - sęp #1 (odc. 2b),
  - Ed (odc. 3b, 6b, 20b, 22b, 36),
  - klown pilot #1 (odc. 6b),
  - słoń (odc. 15b),
  - królik (odc. 19a, 30a),
  - pancernik (odc. 22b),
  - bóbr (odc. 27a),
  - Tubylec #3 (odc. 27b),
  - Skunksica (odc. 31b),
  - książę (odc. 36),
  - Caliostro (odc. 43a),
  - Papuga (odc. 26b),
  - dobra i zła strona sumienia Timona (odc. 83b)
- 1995–1997: Freakazoid!
- 1995–1996: Maska – sir Andrew Wymoczek (odc. 37)
- 1995–2001: Star Trek: Voyager – Paris
- 1995: Madeline
- 1995–1996: Pinky i Mózg – Sultana
- 1996–1997: Prawdziwe przygody Jonny’ego Questa
- 1996–1997: Niesamowity Hulk – prezenter pokazu mody
- 1996: Byli sobie Podróżnicy (druga wersja dubbingowa) –
  - Wredniak,
  - portugalski żołnierz na statku (odc. 9),
  - kryminalista, członek załogi Pinzónów (odc. 9)
- 1996–1997: Walter Melon – Zły
- 1997–2006: Niedźwiedź w dużym niebieskim domu (druga wersja dubbingowa)– Pip
- 1997–2014: South Park –
  - Randy Marsh (serie I (druga wersja dubbingowa), XI-XXI, XXIII-XXV, odc. 42, 78, 92, 105, 112 – pierwsza wersja, 118 – pierwsza wersja, 137, 147),
  - Roger Donovan,
  - Jezus,
  - Steve Czarny (Black),
  - Barack Obama,
  - Conan O’Brien,
  - różne postacie
- 1997–2000: Jam Łasica – Kurczak
- 1997–1998: Dzielne żółwie: Następna mutacja – Raphael
- 1997: Żywiołki
- 1997: Księżniczka Sissi – Franciszek Józef von Habsburg-Lathringen
- 1997–1998: Przygody Olivera Twista
- 1997: Myszorki na prerii – Rudas
- 1997–2004: Johnny Bravo –
  - Słodzior (odc. 1a),
  - słoń (odc. 1b),
  - wąż (odc. 1b, 12b),
  - Ned (odc. 3a),
  - płaczący torreador (odc. 3b),
  - widz #1 (odc. 3b),
  - ochroniarz (odc. 4b),
  - Scooby Doo (odc. 4c),
  - Barney Stone (odc. 5a),
  - Jackie Jack (odc. 5b),
  - ochroniarz (odc. 5c),
  - doktor Felinius (odc. 6a),
  - widz #1 (odc. 6b),
  - „Klops” Maniek (odc. 6c),
  - Marion Jones (odc. 6c),
  - kujon (odc. 7a, 8b),
  - Wafel (odc. 7a),
  - blondwłosy kierowca (odc. 7b),
  - kucharz #1 (odc. 7b),
  - policjant (odc. 7b),
  - bohater filmu (odc. 7c),
  - Rakieta (odc. 7c),
  - przechodzień #1 (odc. 9a),
  - kierowca #2 (odc. 9b),
  - przechodzień (odc. 9b),
  - doktor Patyk Szyja (odc. 9c),
  - pracownik wesołego miasteczka (odc. 10a),
  - wilkołak (odc. 10a),
  - Tajniak #2 (odc. 10c),
  - Wynalazca Robochłopca 2000 (odc. 10c),
  - pilot Harvey (odc. 11a),
  - prześladowca Cory’ego (odc. 12a),
  - goryl (odc. 13a),
  - ptak dodo (odc. 13b),
  - Robert (odc. 13b),
  - Krzysztof (odc. 13c),
  - piękny mężczyzna #2 (odc. 13c),
  - Bobby G (odc. 14c),
  - mięśniak na okładce magazynu (odc. 15a),
  - choreograf (odc. 15a),
  - błazen (odc. 16c),
  - komentator (odc. 17c),
  - kontroler lotów #1 (odc. 18c),
  - Brat Johnnadiah (odc. 25b),
  - burmistrz (odc. 26a),
  - kolega Oga #2 (odc. 26c)
  - Franc (odc. 58b)
- 1997–1999: Krowa i Kurczak – Kurczak
- 1998: Teknoman
- 1998–2000: Przyjaciele – Ross
- 1998–2004: Atomówki –
  - szef Amebowców,
  - Kot (odc. 10a),
  - Władca kosmitów (odc. 18a),
  - Potwór-kura (odc. 53a),
  - Sprzedawca kukiełek voo-doo (odc. 54a),
  - Luz Gorycka (odc. 75b)
- 1998–2002: Zapasy na śmierć i życie –
  - Bono
  - Ron Jeremy
- 1998: Srebrny Surfer – Beta Ray Bill
- 1998–1999: Nowe przygody rodziny Addamsów – Mike
- 1998: Eerie, Indiana: Inny wymiar – Todd McLaklen
- 1998–2004: Kotopies (obie wersje dubbingowe) – Kot
- 1998–1999: Szalony Jack, pirat –
  - Sumienie (odc. 1),
  - Śpiewający Miecz (odc. 2),
  - Hrabia Draczula (odc. 3),
  - Chuck – imitacja kraba (odc. 8b, 13b),
  - Ted Niedźwiedź (odc. 10a),
  - jeden z sępów (odc. 11b)
- 1998-2009: Świat Elmo – Ernie
- 1999–2003: Futurama –
  - Zapp Brannigan,
  - Komputer,
  - Sprzedawca przekąsek,
  - Kolega Bendera z liceum
- 1999–2000: Dilbert – Kotbert
- 1999–2000: Mysz aniołek – śpiew
- 1999–2002: Baśnie Braci Grimm: Simsala Grimm – Król „Drozdobrody” Konrad de Konrado / wędrowny minstrel / huzar (odc. 9)
- 1999: Nieustraszeni ratownicy
- 1999–2002: Liga Dżentelmenów
- 1999–2002: Chojrak – tchórzliwy pies –
  - Katz,
  - Jan Prusak
- 1999–2001: Batman przyszłości –
  - Walet / Jack Walker,
  - wirtualny reporter Tom (odc. 1-2, 4-5, 9, 11-13),
  - klient Powersa (odc. 7),
  - policjant #2 (odc. 11)
- 1999–2000: Mike, Lu i Og – Wendel
- 2000: Rodzina piratów – Baryła
- 2000: Błyśnij-błyskula – Dogsby
- 2000–2002: Owca w Wielkim Mieście –
  - Darek
  - Gadający Norweg
  - Major Panika
- 2000: Królowie i królowe – Król Naj-Naj
- 2000–2014: Dora poznaje świat – Gderliwy Troll
- 2001–2003: Aparatka – Richard
- 2001: Bill i Ben – lektor
- 2001: Andzia – Prezydentowicz
- 2001–2007: Mroczne przygody Billy’ego i Mandy –
  - Dziekan Ropuch (odc. 9a),
  - Lincoln (odc. 9b),
  - Prezenter (odc. 9c),
  - narrator (odc. 14a),
  - Pan Voorhees (odc. 17a),
  - Yogi (25b),
  - Profesorek (odc. 26a),
  - Kapitan Heifer (odc. 27a),
  - Strażnik bramy w Asgard (odc. 29b),
  - Gadające Burito (odc. 30b)
  - Doktor Ted (odc. 31b),
  - Pirat (odc. 32a),
  - Tex (odc. 33b)
- 2001–2004: Samuraj Jack –
  - Naukowiec (odc. 18)
  - Skalecznik (odc. 21)
- 2001–2002: Café Myszka (pierwsza wersja dubbingowa) –
  - José Carioca
  - Timon (sezon III),
  - Mushu,
  - król Larry (odc. 24),
  - Chór (odc. 26),
  - reżyser (odc. 32),
  - łysy sęp (odc. 39),
  - lider wron (odc. 39),
  - głośnik (odc. 40),
  - narrator (odc. 45)
- 2001–2014: Wróżkowie chrzestni – Tata
- 2001–2003: Tarzan –
  - Hooft,
  - Mojo
- 2001–2004: Liga Sprawiedliwych – Mongul (odc. 12-13)
- 2002–2005: Co nowego u Scooby’ego? – przewodnik (odc. 17)
- 2002–2007: Król Maciuś Pierwszy – Generał (seria II)
- 2002: Słoń Benjamin
- 2002: Mistrzowie kaijudo – George
- 2002: Kim Kolwiek – Monty Fisk
- 2002–2005: Mucha Lucha – Pan Wczorajszy
- 2002–2003: He-Man i władcy wszechświata – Szkieletor
- 2002–2003: Ozzy i Drix – wykonanie piosenki
- 2002–2006: Jimmy Neutron: mały geniusz – Sam
- 2002: Kryptonim: Klan na drzewie –
  - Superdent,
  - Robin Chudł (odc. 47a, 67b.),
  - Dziadek do Orzechów (odc. 53),
  - Senator Bezpieczny (odc. 66),
  - Dyrektor Kwasbraten (odc. 68b, 70b),
  - Amerigo Vespinaccio (S.Z.P.I.N.A.K.)
- 2003–2005: Pan Andersen opowiada – poeta / młody Hans Christian Andersen (odc. 3b)
- 2003: JoJo z cyrku – Tata
- 2003–2004: O rety! Psoty Dudusia Wesołka – Nauczyciel
- 2003–2004: Megas XLR – V’arsin (odc. 10)
- 2003–2005: Młodzi Tytani –
  - Szybki (odc. 38-39)
  - Katarou (odc. 43)
  - Strażnik jaskini (odc. 43)
  - Bob (odc. 44)
  - See-More (odc. 49)
- 2003–2006: Świat Raven – Viktor Baxter
- 2003–2005: Kaczor Dodgers –
  - Mama,
  - Rocky
- 2004–2006: Liga Sprawiedliwych bez granic –
  - Mongul (odc. 2),
  - Nardoc (odc. 3),
  - Atom / Ray Palmer (odc. 10),
  - El Diablo (odc. 12),
  - Larry (odc. 14),
  - Kapitan Bumerang / George Harkness (odc. 17, 31),
  - Doktor Moon (odc. 22),
  - ojciec (odc. 23),
  - S.T.R.I.P.E. / Patrick Dugan (odc. 24),
  - Demos (odc. 29),
  - Umrzyk / Boston Brand (odc. 32),
  - Sinestro (odc. 34, 38),
  - Złodziej Cień (odc. 37),
  - Hath-Set (odc. 37),
  - Meteopata (odc. 38)
- 2004–2007: Nieidealna – Jeff Singer
- 2004: Brenda i Pan Whiskers –
  - mózg Whiskersa,
  - jeden z Chomików,
  - Instruktor tańca
- 2004: Dom dla Zmyślonych Przyjaciół pani Foster – Chudy
- 2004: Atomowa Betty – reżyser Antoine Lucci
- 2004: Transformerzy: Wojna o Energon –
  - Superion Maximus
  - Wing Saber
- 2005–2007: Amerykański smok Jake Long – Pooka Pooka (odc. 37)
- 2005: Nie ma to jak hotel – Arwin Hawkhauser
- 2005: Nurkuj, Olly –
  - Strażak
  - Shane (odc. 16b)
- 2005: Mój partner z sali gimnastycznej jest małpą –
  - Windsor Goryl,
  - Lew (odc. 14)
- 2005: Podwójne życie Jagody Lee – Loki (I seria)
- 2005: Ben 10 –
  - Jonah Melville (odc. 3)
  - Howell Wayneright (odc. 11)
  - Główny pomocnik wielkiego kleszcza (odc. 15)
  - Sublimino (odc. 27)
  - Dzwonek (odc. 30)
- 2005: Johnny Test – Duke
- 2005: Transformerzy: Cybertron –
  - Red Alert,
  - Wing Saber
- 2005: Ufolągi – Dinko
- 2006–2007: Bali
- 2006–2011: Hannah Montana
- 2006–2008: Złota Rączka – Klepak
- 2006–2008: Kappa Mikey – Gonard
- 2006: Power Rangers: Mistyczna moc –
  - Toby,
  - Morticon,
  - Phineas
- 2006: Rozgadana farma – Alan
- 2006–2009: Wymiennicy –
  - Gordo Glideright,
  - Claif (odc. 21),
  - Dostawca Fleemco (odc. 28),
  - J.J Baker (odc. 29)
- 2006: Yin Yang Yo! – Mistrz Panda Yo
- 2006: Kapitan Flamingo – narrator (II seria)
- 2006: Klaun Kiri (pierwsza wersja dubbingowa) – Klaun Kiri
- 2006: Team Galaxy – kosmiczne przygody galaktycznej drużyny –
  - Pan Fitch (odc. 14-39)
  - Munellin (odc. 14)
  - Rex III (odc. 16)
  - Herb (odc. 17)
  - Intergalaktyczny Łowca Obcych (odc. 18)
  - Król Fongrelitów (odc. 20)
  - Romuloid (odc. 24, 26)
  - Komandor Smith (odc. 24-26)
  - Łowca (odc. 28)
  - Figler (odc. 30)
  - Pompadur (odc. 31)
  - Simian 6 (odc. 37)
- 2006: Ruby Gloom – Poe
- 2006: Kudłaty i Scooby Doo na tropie –
  - Szef kuchni – Francoise (odc. 6)
  - Prezenter teleturnieju (odc. 7)
- 2006: Wiewiórek – Leon
- 2007–2008: Magiczna karuzela – Sierżant Sam
- 2007–2012: iCarly –
  - Hening (odc. 39),
  - Raymond (odc. 44),
  - Mężczyzna z Hotelu (odc. 40),
  - Nauczyciel Fizyki (odc. 42),
  - Juror Filip (odc. 52)
- 2007–2010: Chowder – Lodziarz (odc. 1a, 2a)
- 2007–2015: Fineasz i Ferb –
  - Doktor Heinz Dundersztyc,
  - Młody Doktor Heinz Dundersztyc (oprócz odc. 5a)
- 2007: Chop Socky Chooks: Kung Fu Kurczaki –
  - Aktor grający Batmana
  - Profesor Shericon
- 2007–2008: Czarodzieje z Waverly Place
- 2007: Tommy Zoom – Trutek
- 2007: Zajączkowo
- 2008: Batman: Odważni i bezwzględni –
  - Black Manta,
  - Jason Blood / Etrigan
- 2008–2011: True Jackson – Oscar
- 2008–2014: Pingwiny z Madagaskaru – Maurice
- 2009–2012: Zeke i Luther –
  - Dale Davis,
  - Louie (odc. 64)
- 2009: Przystanek dżungla
- 2009: Roztańczona Angelina: Nowe kroki – Maurycy
- 2009: Ja w kapeli – Barry Roca
- 2009: Geronimo Stilton – Łachudra
- 2009: Zafalowani – Kahuna
- 2009: K-9 – Generał z 2611 roku w przyszłości (odc. 3)
- 2009–2011: Słoneczna Sonny – Murphy
- 2009: Superszpiedzy – Gus (odc. 7)
- 2010: My Little Pony: Przyjaźń to magia –
  - Flam (odc. 41),
  - Gustave le Grand (odc. 50)
- 2010–2013: Taniec rządzi – Napoleon Fontaine
- 2010: The Looney Tunes Show –
  - Elmer Fudd,
  - Jor-El (odc. 1)
- 2010–2013: Scooby Doo i Brygada Detektywów – burmistrz Frederick „Fred” Jones Sr. / Dziwoląg z Kryształowego Zdroju
- 2010–2013: Lego: Fabryka bohaterów: Pierwsze akcje rekrutów – Zib
- 2010: Ben 10: Ultimate Alien –
  - Galapagus (odc. 5),
  - Surgeon (odc. 6)
- 2010: Pokémon: Best Wishes! – Giovanni
- 2010: Liga Młodych –
  - Mark Desmond (odc. 1-2),
  - Hugo Strange (odc. 11)
- 2010–2013: Avengers: Potęga i moc –
  - Nick Fury,
  - Jack Fury
- 2010: Pora na przygodę! – Lodowy Król
- 2010: Kapitan Biceps –
  - Kapitan Biceps,
  - Elmer
- 2010: Kick Strach się bać – ojciec Kicka
- 2011: Kung Fu Panda: Legenda o niezwykłości – Ping
- 2011–2012: Z innej beczki
- 2011–2014: Z kopyta –
  - Yamazaki (odc. 5),
  - pan Squires (odc. 8),
  - klaun #1 (odc. 9),
  - Dale Davis (odc. 12),
  - inspektor sanepidu (odc. 13),
  - druh (odc. 14),
  - doktor Rose (odc. 16),
  - sędzia zawodów (odc. 19),
  - Dwayne (odc. 20),
  - jeden z widzów wrestlingu (odc. 21),
  - uczestnik seminarium Miltona (odc. 32),
  - dyrektor Bucket (odc. 33),
  - menadżer Izzy’ego (odc. 34),
  - Mikołaj (odc. 37),
  - komentator (odc. 40),
  - głos w filmie (odc. 44),
  - dr McCrary (odc. 45),
  - Wielki Mistrz Po (odc. 47),
  - dziadek McCrary (odc. 49),
  - tłumaczenie tekstu (odc. 50),
  - papuga (odc. 56),
  - farmer Douglas (odc. 62),
  - Mario (odc. 63)
- 2012: Wodogrzmoty Małe –
  - Staruszek McGucket,
  - Larry King (odc. 3)
- 2012: Mega Spider-Man –
  - J.A.R.V.I.S. (odc. 5),
  - Wujek Ben (odc. 12),
  - jeden z żołnierzy Zodiaca (odc. 15)
- 2012–2014: Violetta – Gregorio
- 2012: Klinika dla pluszaków – Smok Stefan
- 2012: Monsuno –
  - Jednooki Jack (odc. 14, 16, 21, 25),
  - Mistrz Świtu (odc. 15),
  - Dom Pyro (odc. 25)
- 2012: Rozmowy nieoswojone
- 2014: Pac-Man i upiorne przygody – dr Dubel
- 2015: Żółwik Sammy i spółka
- 2016: Soy Luna – Rey
- 2017–2021: Kacze opowieści – Cezar
- 2018–2019: Prawo Milo Murphy’ego – doktor Heinz Dundersztyc
- 2020: Zwariowane melodie: Kreskówki –
  - Elmer Fudd (odc. 1-51),
  - Robo-Elmer (odc. 17a),
  - Kierowca ciężarówki (odc. 25a),
  - Szef małolat (odc. 31a)
- 2021: Pełzaki –
  - Tata Stu i Drew (seria I),
  - Lord Crater (odc. 10b)
- 2021: Pinokio i przyjaciele (pierwsza wersja dubbingowa) – Dżepetto, tata Pinokia
- 2023: Pełzaki (trzecia wersja dubbingowa) – Stu Pickles
- 2024: Klaun Kiri (druga wersja dubbingowa) –
  - Klaun Kiri (odc. 1),
  - Kociłap
- 2024: Byli sobie podróżnicy (trzecia wersja dubbingowa) –
  - mistrz,
  - Vasco da Gama (odc. 7)

### Gry komputerowe
- 1997: Larry 7: Miłość na Fali –
  - Kosimazaki,
  - Onanis Boning,
  - Jaques le Croupier,
  - Garson,
  - kucharz,
  - Sędzia Dredd
- 2001: Empire Earth – narrator
- 2002: Empire Earth: Sztuka podboju –
  - legionista,
  - Carales Wściekły
- 2003: Świątynia pierwotnego zła
- 2003: Gorky Zero: Fabryka Niewolników – lekarz
- 2004: Król lew – Timon
- 2005: Brothers in Arms: Road to Hill 30 – Greg „Mac” Hassay
- 2005: Madagaskar – Maurice
- 2005: Tom Clancy’s Splinter Cell: Chaos Theory – Prezenter wiadomości
- 2005: Stubbs the Zombie in Rebel Without a Pulse –
  - Naprawbot
  - Robonalewacz
  - więźniowie
  - przywódca Powstańców
- 2005: Chłopaki nie płaczą –
  - Facet z brodą,
  - Jan Winyl,
  - policjant
- 2005: Agent Hugo – Hugo
- 2006: Heroes of Might and Magic V: Kuźnia Przeznaczenia – Alaryk
- 2006: Sezon na misia: Centrum zabawy – Shan
- 2006: Viva Piñata – Doktor Patchingo
- 2007: Wiedźmin –
  - Roderik de Wett,
  - Haren Brogg,
  - bard,
  - poszukiwacz skarbów,
  - podróżny,
  - bramkarz
- 2007: Harry Potter i Zakon Feniksa –
  - Portret Giffarda Abbota,
  - Graup,
  - Portret Timothy’ego Nieśmiałego,
  - Męski wyjec
- 2007: Age of Empires III: The Asian Dynasties –
  - Generał klanu Oda
  - Pułkownik George Edwardson
  - Admirał Wang
- 2007: Shrek Trzeci – Kapitan Hak
- 2007: Heroes of Might and Magic V: Dzikie hordy – Alaryk
- 2007: Power Rangers: Super legendy –
  - Ichtior,
  - Moltor,
  - System obrony kwatery głównej SPD
- 2007: Mass Effect – Barla Von
- 2007: Assassin’s Creed – Robert de Sablé
- 2008: So Blonde: Blondynka w opałach – Naukowiec
- 2008: Quantum of Solace – Tanner
- 2008: Brothers in Arms: Hell’s Highway – James Roselli
- 2008: Fallout 3 –
  - dr Lesko,
  - człowiek kompanii Szpona,
  - Jericho
- 2009: Dragon Age: Początek –
  - Królewski gwardzista,
  - Templariusz,
  - Starszy mag,
  - Figgor,
  - Asystent rzeźbiarza
- 2009: Uncharted 2: Pośród złodziei – Harry Flynn
- 2009: Harry Potter i Książę Półkrwi –
  - Portret Giffarda Abbota
  - Portret Timothy’ego Bojaźliwego
- 2009: Disciples III: Odrodzenie –
  - Izerill,
  - Zabójca imperium,
  - Władca lasu,
  - Śmiałek
- 2010: Arcania: Gothic 4 –
  - Gerrick,
  - Gilthar,
  - Ogtar
- 2010: Mass Effect 2 –
  - kapitan Kar’Danna,
  - Rael’Zorah,
  - naukowiec,
  - głos z ogłoszenia SOC,
  - Turianin,
  - Quarianin
- 2010: Tron: Evolution – Zuse
- 2010: Alicja w Krainie Czarów  – Szalony Kapelusznik
- 2011: Wiedźmin 2: Zabójcy królów –
  - Bertrand Vogel,
  - strażnik
- 2011: Uncharted 3: Oszustwo Drake’a – Pirat
- 2011: Twierdza 3 – zwiadowca
- 2011: Auta 2 – Miguel Camino
- 2011: 1812: Serce Zimy – Car Aleksander
- 2011: The Elder Scrolls V: Skyrim –
  - Jarl Siddgeir,
  - Elrindir,
  - Silus Vesuius,
  - Nazeem,
  - Savos Aren,
  - Leigelf,
  - Fihada,
  - Anton Virane,
  - Sabjorn,
  - Bassianus Axius,
  - Maurice Jondrelle,
  - Adonato Leotelli,
  - Draff,
  - Niruin,
  - Harrald,
  - Reburrus Quintilius,
  - Revyn Sadri,
  - Kleppr,
  - Xander,
  - Orthus Endario,
  - Phinis Gestor,
  - Sebastian Lort,
  - Atar,
  - Odfel,
  - Uraccen,
  - Oprawca
- 2011: Battlefield 3 – sierżant Steve Campo
- 2011: Crysis 2 – różne role
- 2012: Epic Mickey 2: Siła dwóch – Oswald
- 2012: Diablo III –
  - Porucznik Vachem,
  - Porucznik Lavail
- 2012: Risen 2: Mroczne wody –
  - Tikimpkins,
  - Mauregato
- 2012: The Elder Scrolls V: Skyrim – Dawnguard – Morven Stroud
- 2012: Forza Horizon – DJ radia Horizon Rocks
- 2012: Medal of Honor: Warfighter – Tick
- 2015: Wiedźmin 3: Serca z kamienia – Profesor Szezlock
- 2017: Need for Speed: Payback – Ravindra „Rav” Chaudhry[6]
- 2018: Spider-Man – Doktor Octopus / Otto Octavius
- 2018: FIFA 19 – Droga do sławy: Mistrzowie – Cazares
- 2019: Hearthstone – Arcyzłoczyńca Rafaam